# Charles de Tornaco
Charles de Tornaco (Brüsszel, 1927. június 7. – Modena, 1953. szeptember 18.) belga autóversenyző.

## Pályafutása
1952-ben a Formula–1-es világbajnokság három versenyén vett részt. Hazája futamán debütált a sorozatban, első versenyén a hetedik helyen ért célba. Ez volt a legjobb helyezése a bajnokságon, pontot egy alkalommal sem szerzett.
1953-ban jelen volt a Le Mans-i 24 órás versenyen, ahol váltótársával, Roger Laurent-el a kilencedik helyen értek célba. Három hónappal a le mans-i futamot követően a modenai nagydíj tesztjén, szeptember 18-án halálos balesetet szenvedett. Súlyos fej- és nyaki sérülések érték, úton a kórházba elhunyt.

## Eredményei

### Teljes Formula–1-es eredménysorozata
(Táblázat értelmezése)

(Félkövér: pole-pozícióból indult; dőlt: leggyorsabb kört futott) 

| Év   | Csapat               | Modell      | Motor              | 1   | 2   | 3     | 4      | 5   | 6   | 7      | 8      | 9   | Helyezés | Pont |
| ---- | -------------------- | ----------- | ------------------ | --- | --- | ----- | ------ | --- | --- | ------ | ------ | --- | -------- | ---- |
| 1952 | Ecurie Francorchamps | Ferrari 500 | Ferrari Straight-4 | SUI | 500 | BEL 7 | FRA    | GBR | GER | NED Ki | ITA Nk |     | -        | 0    |
| 1953 | Ecurie Francorchamps | Ferrari 500 | Ferrari Straight-4 | ARG | 500 | NED   | BEL Ni | FRA | GBR | GER    | SUI    | ITA | -        | 0    |

### Le Mans-i 24 órás autóverseny
| Év   | Csapat               | Autó          | Csapattárs    | Helyezés |
| ---- | -------------------- | ------------- | ------------- | -------- |
| 1953 | Ecurie Francorchamps | Jaguar C-Type | Roger Laurent | 9.       |

## Fordítás
- Ez a szócikk részben vagy egészben  a   Charles de Tornaco című angol Wikipédia-szócikk fordításán alapul.  Az eredeti cikk szerkesztőit annak laptörténete sorolja fel. Ez a jelzés csupán a megfogalmazás eredetét és a szerzői jogokat jelzi, nem szolgál a cikkben szereplő információk forrásmegjelöléseként.

## Külső hivatkozások
- Profilja a grandprix.com honlapon (angolul)
- Profilja a statsf1.com honlapon (angolul)